# YAGO
Pour les articles homonymes, voir Yago.
YAGO (Yet Another Great Ontology) est une base de connaissance créée par l'institut Max-Planck d'informatique à Sarrebruck. Elle est constituée à partir d'informations extraites de Wikipédia et d'autres sources.
En 2012, YAGO2s, la deuxième version de YAGO, possède 10 millions d'entités avec plus de 120 millions d'informations à propos de ces entités. Les connaissances de YAGO sont extraites de Wikipédia (catégories, redirections, infoboxes), de WordNet (synsets, hyponymie), et de GeoNames. La fiabilité de YAGO a été manuellement évaluée sur un échantillon de faits et est supérieure à 95%. Afin de l'intégrer au web des données, YAGO est liée aux ontologies DBpedia et SUMO (Suggested Upper Merged Ontology).
YAGO2s est fourni dans la syntaxe Turtle et au format tsv. Des sauvegardes totales ou dumps de la base de données sont disponibles, des sauvegardes partielles thématiques ou spécialisées sont également disponibles. Des requêtes peuvent être lancées à partir de plusieurs navigateurs en ligne et grâce à une plateforme en langage SPARQL hébergée par l'OpenLink Software. YAGO a été utilisée par le programme d'intelligence artificielle Watson.